# Stadio della Civitella
Lo stadio della Civitella fu uno stadio calcistico di Chieti. Ubicato nel centro storico della città teatina, ospitò le partite della locale squadra di calcio dagli anni venti al 1970, anno in cui fu sostituito dal nuovo impianto comunale.

## Storia
il campo sportivo della Civitella fu inaugurato poco tempo dopo la fondazione dell'Unione Sportiva Pippo Massangioli, avvenuta nel 1922. Precedentemente le partite di calcio disputate nella città teatina venivano giocate nel cortile dell’Istituto Tecnico. Ubicato in via Gennaro Ravizza, la struttura architettonica constava di due tribune ubicate sui lati lunghi del terreno di gioco, in terra battuta, una scoperta e una coperta, per una capienza totale di circa 2 000 posti.
L'impianto fu reso celebre per il calore che trapelava dagli spalti durante le partite. Talvolta, l'esuberanza del pubblico portò ad episodi controversi, come l'aggressione all'arbitro Helzer di Pisa, in seguito ad un derby regionale contro L'Aquila. In seguito all'accaduto, il campo fu squalificato per nove giornate.
Nel 1955 il Chieti stabilì il record di 22 partite senza perdere, la cui maggioranza fu giocata fra le mura amiche.
Il sodalizio neroverde fu dunque soprannominato Il Milan del Sud.
Nel 1970 fu inaugurato lo stadio Santa Filomena a Chieti Scalo, impianto più grande, moderno e funzionale, e il Chieti vi spostò la sede degli incontri casalinghi.
Negli anni ottanta, sul terreno dove sorgeva lo stadio, fu scoperto un anfiteatro risalente all'epoca romana, oggi adibito all'esecuzione di spettacoli ed eventi musicali.